# Grainau

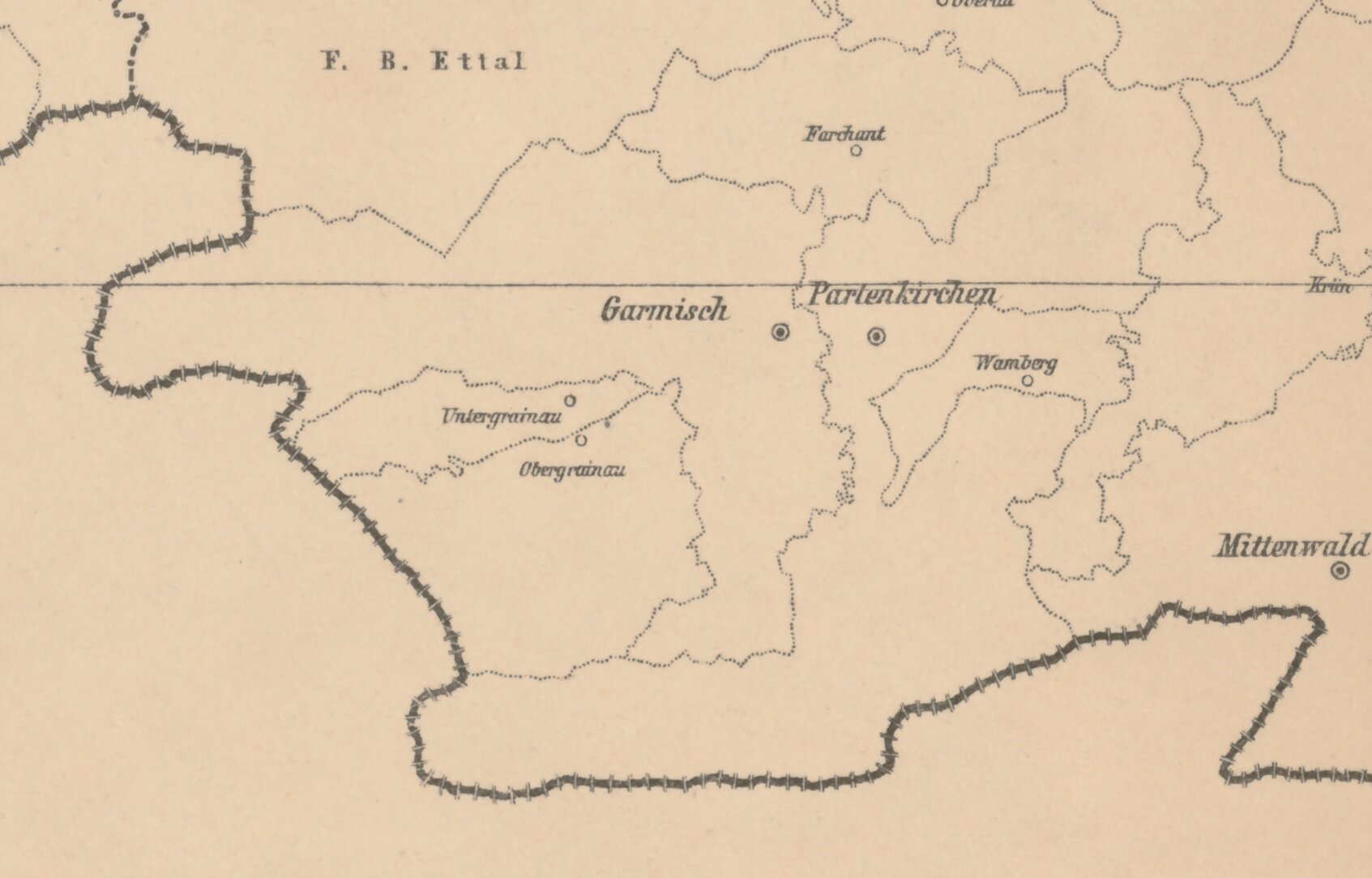
Der Ausschnitt aus der bayerischen Gemeindegrenzkarte von 1892 zeigt die am 1. Oktober 1937 zusammengelegten Gemeinden Obergrainau und Untergrainau noch separat.

Grainau ist eine Gemeinde und ein staatlich anerkannter Luftkurort im oberbayerischen Landkreis Garmisch-Partenkirchen. Verwaltungssitz der Gemeinde ist in Obergrainau.

## Geographie

### Lage
Das Zugspitzdorf Grainau liegt am Fuße der Zugspitze im Wettersteingebirge und gehört neben Garmisch-Partenkirchen, Farchant, Mittenwald, Krün und Wallgau zu den sieben Gemeinden der ehemaligen Grafschaft Werdenfels. Mit dem Badersee und dem Eibsee befinden sich auf dem Gemeindegebiet zwei Gebirgsseen. Durch den Ort fließen der Hammersbach und der Krepbach. Beide Bäche sind rechte Zuflüsse der Loisach, die das Gemeindegebiet Richtung Norden begrenzt. Im Westen wird das Gemeindegebiet durch die Staatsgrenze zu Österreich und im Süden durch den Jubiläumsgrat begrenzt. Durch einen Gebirgssturz vor etwa 3700 Jahren entstanden einige bewaldete Hügel. Unmittelbar vor dem Ort erhebt sich im Süden der Waxenstein. Im Norden wird das Tal durch die Ammergauer Alpen mit der Kramerspitz begrenzt.

### Gemeindegliederung
Es gibt fünf Gemeindeteile, das Pfarrdorf Obergrainau, die Kirchdörfer Untergrainau und Hammersbach, das Dorf Schmölz sowie den Weiler Eibsee.
Es gibt nur die Gemarkung Grainau.

## Geschichte

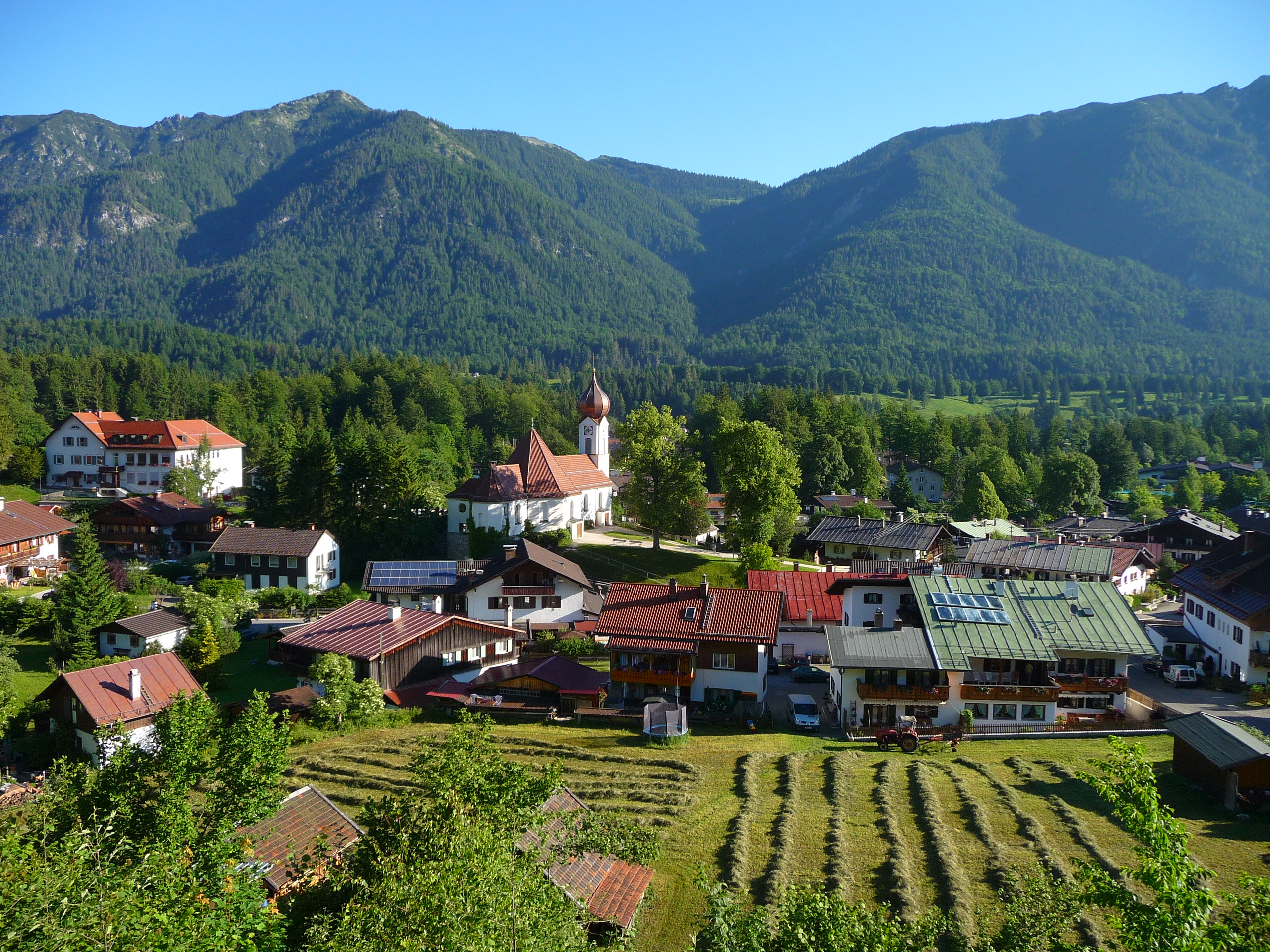
Blick auf Grainau

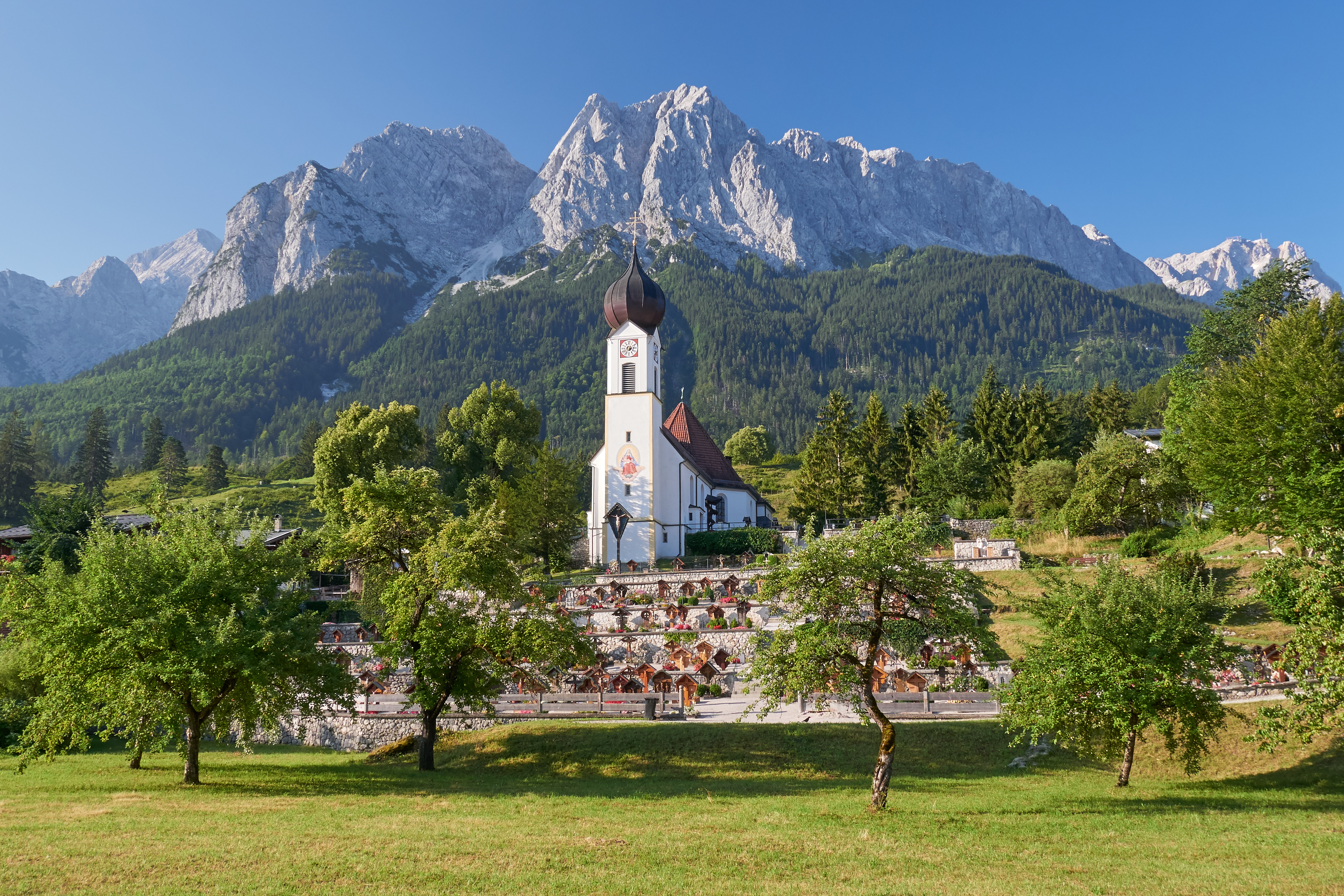
Kirche mit Großem Waxenstein und Alpspitze im Hintergrund

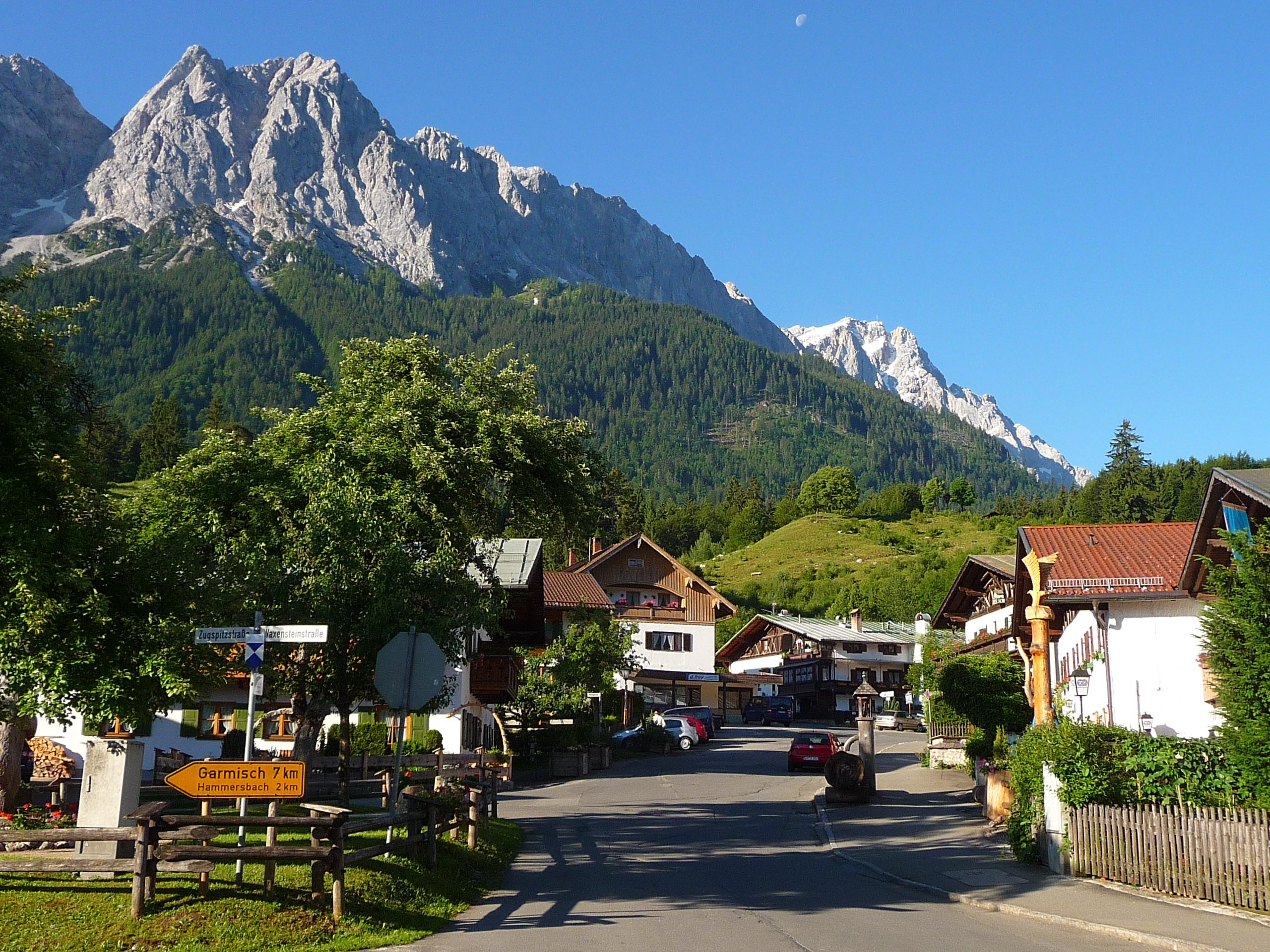
Dorfplatz Obergrainau

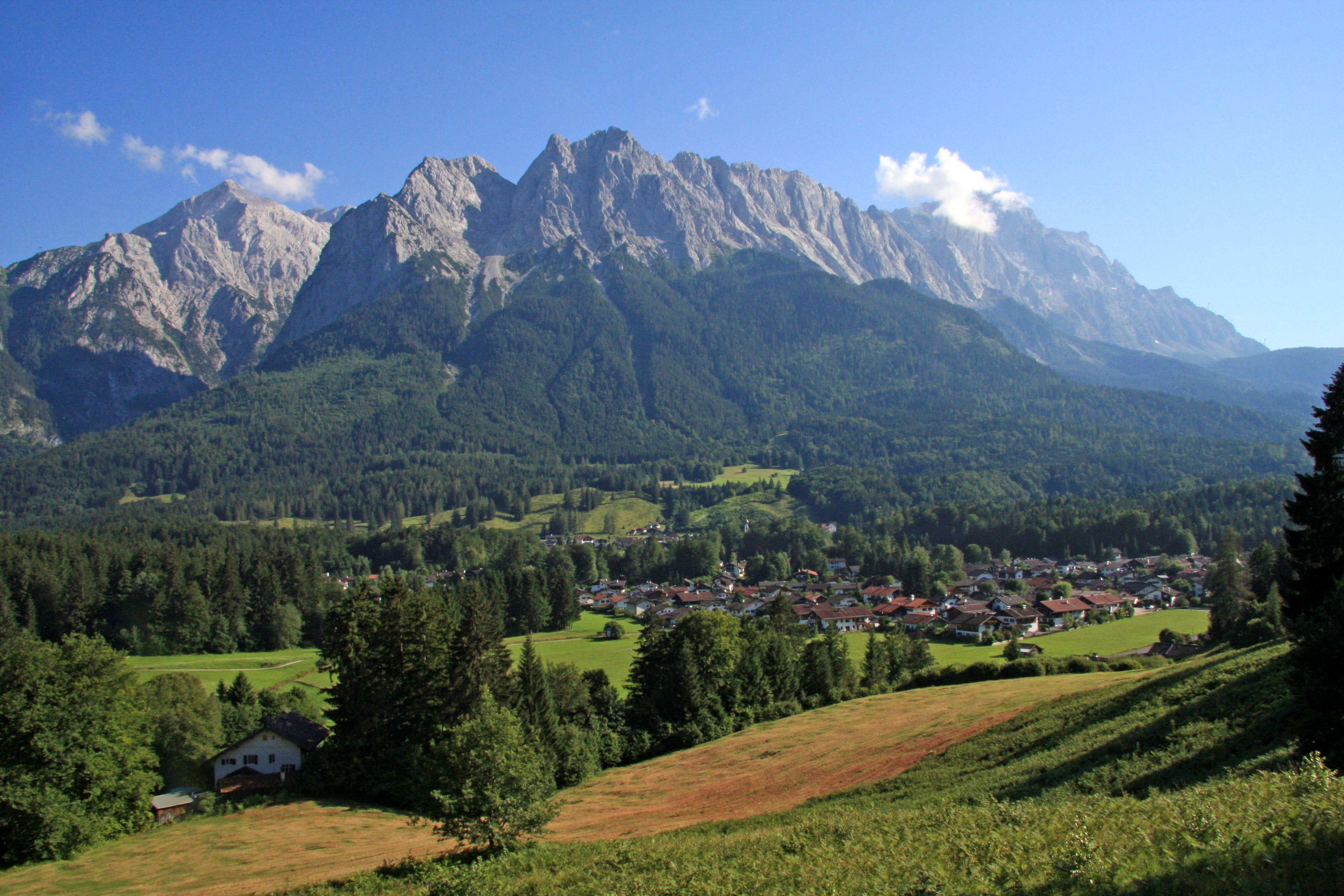
Grainau mit Alpspitze, Waxensteinen und Zugspitze

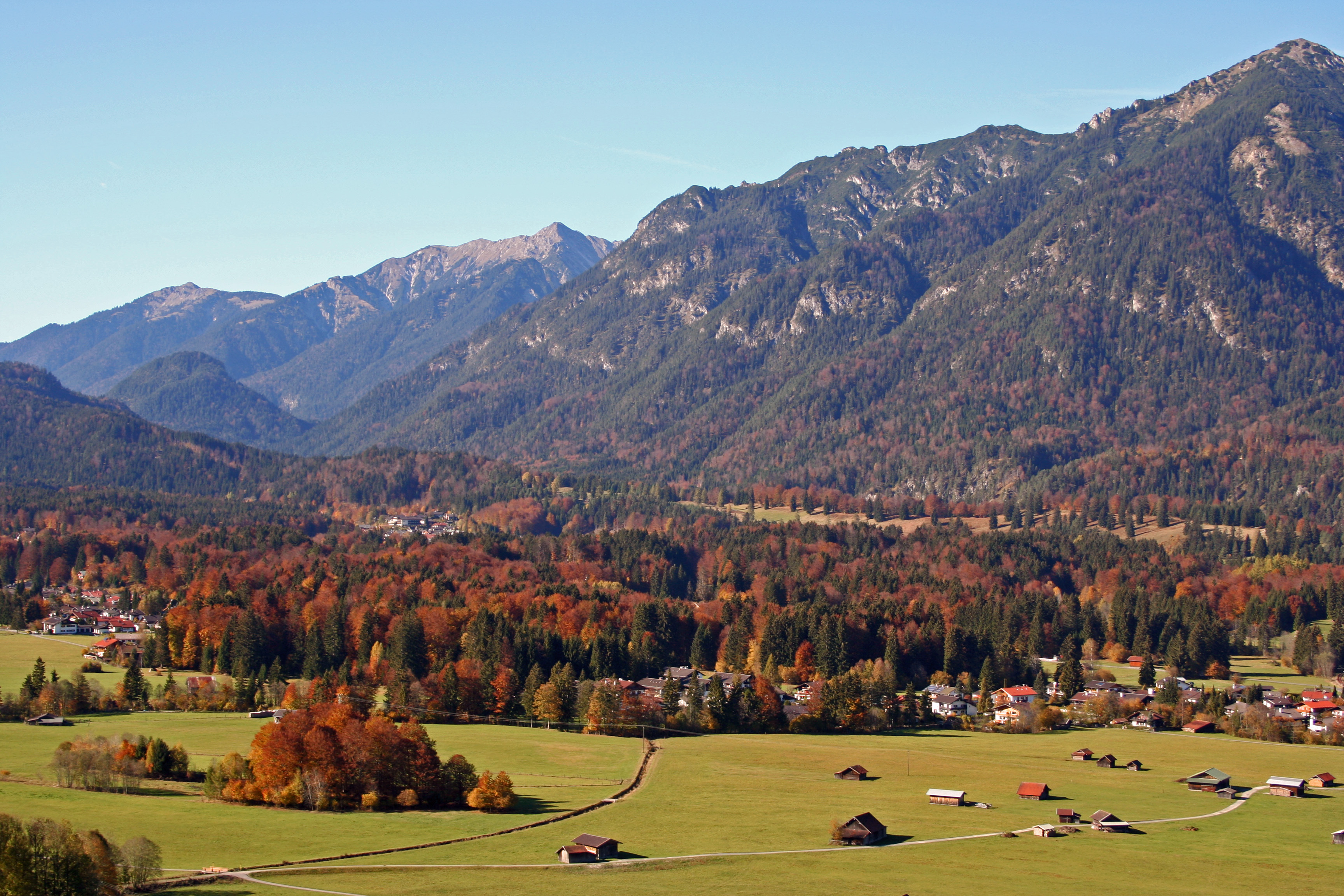
Blick auf das herbstliche Grainau

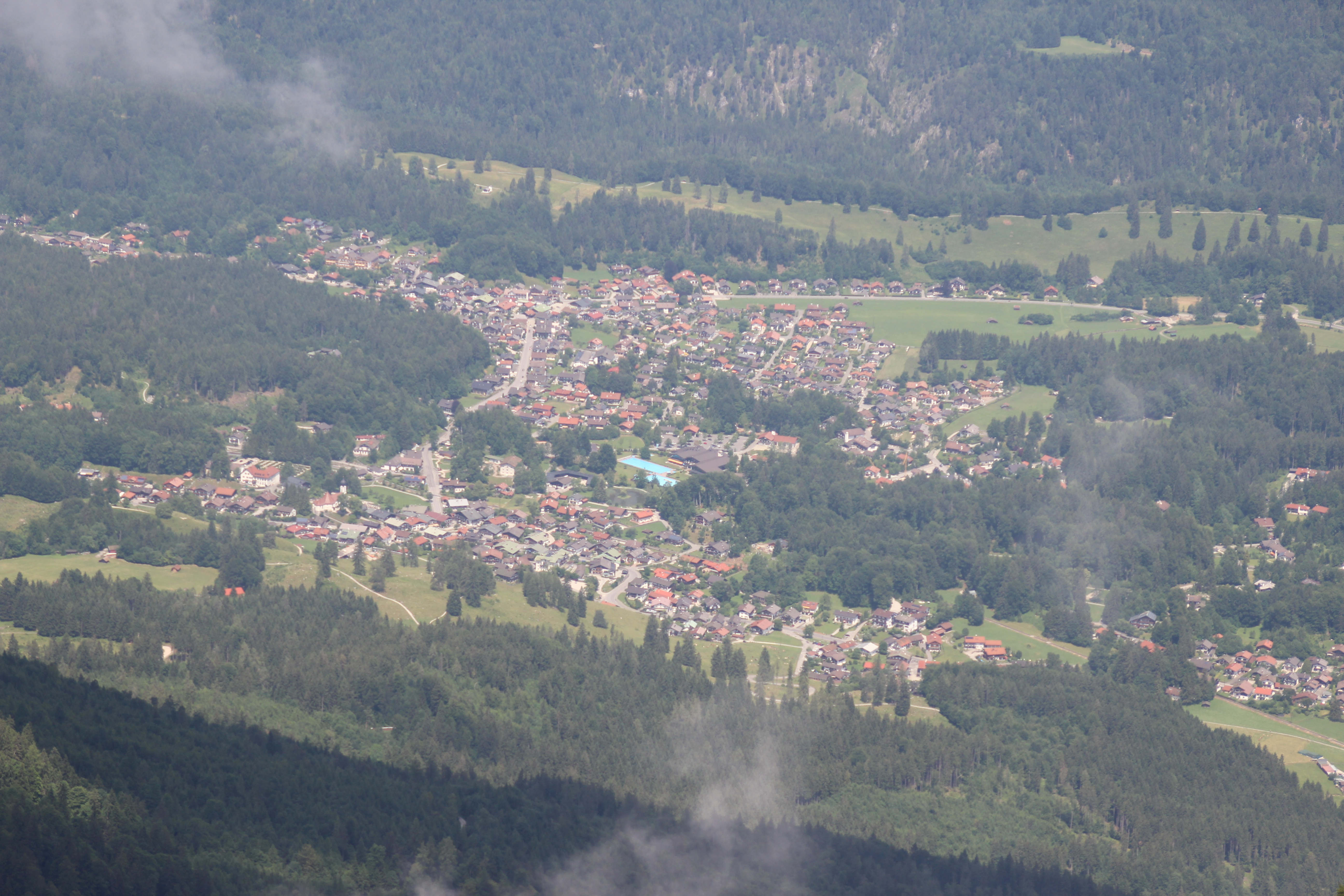
Gesamtansicht vom Alpspix

### Bis zum 19. Jahrhundert
Grainau wurde erstmals im Jahre 1305 im Freisinger Urbar (Grund- und Besitzbuch) als „Gruenawe“ genannt, was so viel wie „grüne Aue“ bedeutet. Der Ort besteht aus den beiden Dorfschaften Ober- und Untergrainau. Beide Dorfschaften gehörten zum Untergericht Garmisch der zum Hochstift Freising zählenden ehemaligen Grafschaft Werdenfels. Seit dem Reichsdeputationshauptschluss von 1803 gehören die Orte zum Kurfürstentum Bayern.

### Fusion
Am 1. Oktober 1937 erfolgte die Zusammenlegung der beiden mit dem Gemeindeedikt von 1818 gebildeten Gemeinden Obergrainau und Untergrainau zur neuen Gemeinde Grainau. Erster Bürgermeister nach 1945 wurde 1946 der Schreiner Josef Brenauer (* 1916; CSU).

### Einwohnerentwicklung
Zwischen 1988 und 2018 wuchs bzw. stagnierte die Einwohnerzahl von 3464 auf 3507 um 43 Einwohner bzw. um 1,2 %.
- 1970: 3032 Einwohner
- 1987: 3383 Einwohner
- 1991: 3819 Einwohner
- 1995: 3773 Einwohner
- 2000: 3763 Einwohner
- 2005: 3672 Einwohner
- 2010: 3535 Einwohner
- 2015: 3508 Einwohner

## Politik

### Bürgermeister
Erster Bürgermeister ist Stephan Märkl (CSU).

### Gemeinderat
Die Kommunalwahl vom 15. März 2020 ergab folgende Sitzverteilung im Gemeinderat:
| Christlich-Soziale Union (CSU)                    | 47,47 % | 7 Sitze |
| Bürger für Grainau (BfG)                          | 32,79 % | 5 Sitze |
| Parteilose Wählergemeinschaft Grainau e. V. (PWG) | 15,91 % | 3 Sitze |
| Freie Demokratische Partei (FDP)                  | 3,82 %  | 1 Sitz  |

### Gemeindefinanzen
Im Jahr 2018 betrugen die Gemeindesteuereinnahmen 4,321 Mio. €, davon waren 1,401 Mio € Gewerbesteuereinnahmen (netto).

### Wappen
| Wappen von Grainau | Blasonierung: „Gespalten von Grün und Silber; vorne ein silberner Bärenkopf mit rotem Rachen, hinten eine grüne heraldische Lilie.“ |
| Wappen von Grainau | Wappenbegründung: Der Bärenkopf erinnert an die Erlegung eines der letzten Bären im bayerischen Alpengebiet in der so genannten Bärenheimat, einem Wald unterhalb der Riffelwände bei Grainau, durch den letzten Oberjäger des Hochstifts Freising im frühen 19. Jahrhundert. Der Kopf des Bären war noch 1921 am ehemaligen Jägerhaus zu sehen und kam dann als Heimatdenkmal in das Forsthaus Garmisch. Die grüne heraldische Lilie wurde aus dem Wappen der Familie von Hammersbach (bei Grainau) übernommen, die das Lilienwappen zu Beginn des 15. Jahrhunderts im Siegel führte. Angehörige der Familie waren Bürger von Partenkirchen, Murnau und Hall (Tirol). Christian von Hammersbach erhielt 1419 vom Landesherrn, dem Bischof von Freising, die Erlaubnis, für die Bewohner von Hammersbach eine Mühle zu errichten. Dieses Wappen wird seit 1959 geführt. |

## Bau- und Bodendenkmäler
- Pfarrkirche St. Johannes der Täufer in Obergrainau
- Erlöserkirche von Olaf Andreas Gulbransson in Obergrainau
- Josefikapelle in Untergrainau
- Burgstall Hammersbach

## Wirtschaft und Infrastruktur

### Wirtschaft einschließlich Land- und Forstwirtschaft
Bereits ab dem 15. Jahrhundert wurde auf dem heutigen Gemeindegebiet im Höllental Eisenerz abgebaut. Das Bergwerk wurde 1749 stillgelegt. Zu Anfang des 20. Jahrhunderts baute man einige Zeit auch Bleierz ab. Die Stilllegung dieses Bergwerks erfolgte nach dem Ersten Weltkrieg.
Im Jahr 2016 gab es im Bereich der Land- und Forstwirtschaft keine, im produzierenden Gewerbe 41, im Bereich Handel und Verkehr 638 sozialversicherungspflichtig Beschäftigte am Arbeitsort. In sonstigen Wirtschaftsbereichen waren am Arbeitsort 163 Personen sozialversicherungspflichtig beschäftigt. Sozialversicherungspflichtig Beschäftigte am Wohnort gab es insgesamt 1254. Im verarbeitenden Gewerbe (sowie Bergbau und Gewinnung von Steinen und Erden) gab es keine Betriebe mit mehr als 20 Mitarbeitern, im Bauhauptgewerbe sieben Betriebe. Zudem bestanden im Jahr 2010 13 landwirtschaftliche Betriebe mit einer landwirtschaftlich genutzten Fläche von 144 ha. Die meisten landwirtschaftlichen Nutzbetriebe haben sich in den letzten zwei Jahrzehnten von der Milchwirtschaft auf den Mastbetrieb bei Rindern verlegt.

### Tourismus

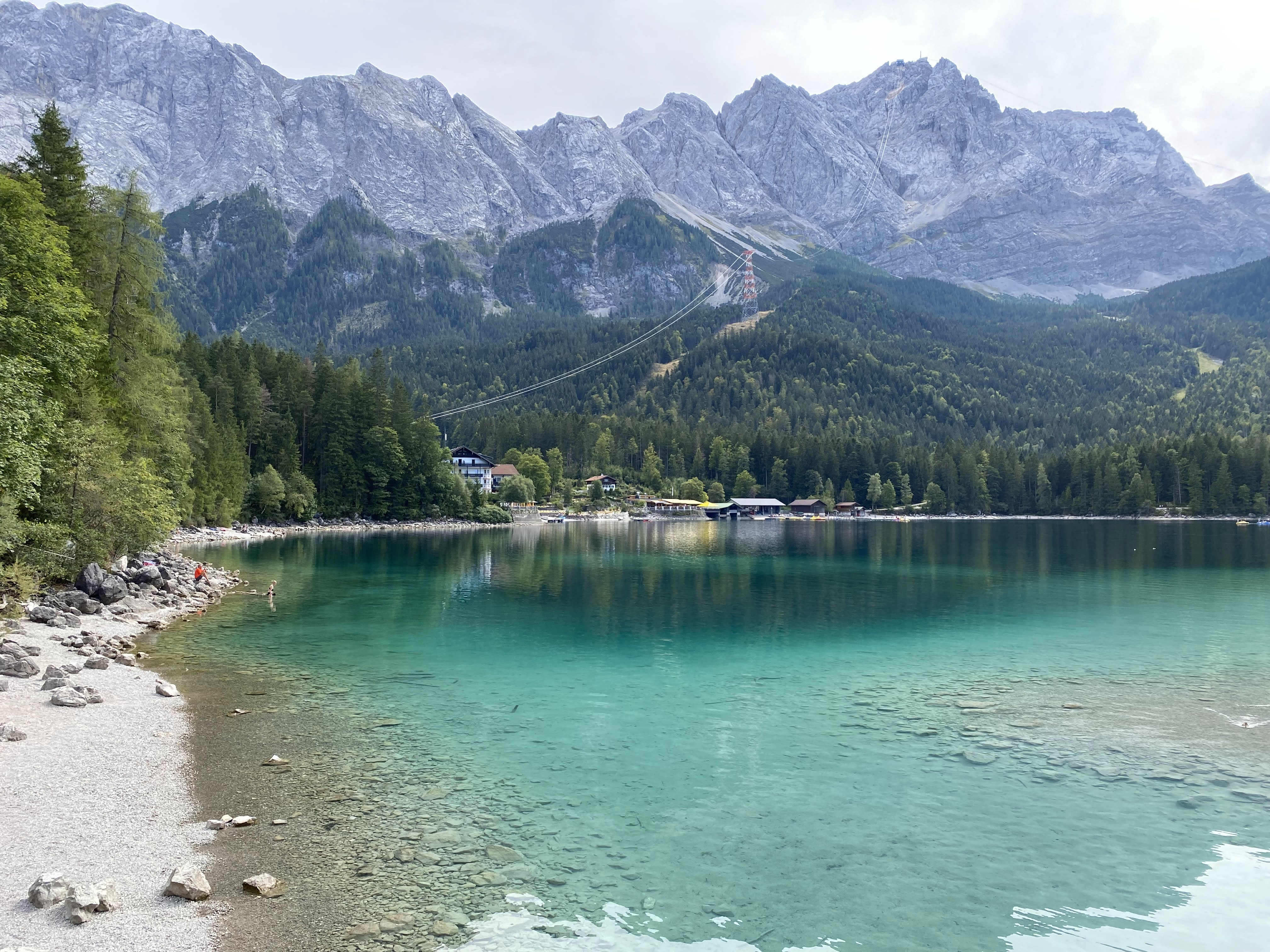
Die Seilbahn Zugspitze vom Eibsee zur Zugspitze

Um 1870 kamen die ersten Urlauber ins Zugspitzgebiet. Ab 1912 wurde der Ort mit der Bahn erschlossen und ab 1930 wurde die Zugspitzbahn in Betrieb genommen, die Touristen bis zum Zugspitzplatt transportiert. Seit den Olympischen Winterspielen 1936 im benachbarten Garmisch-Partenkirchen floriert der Tourismus insbesondere durch die Nähe der Zugspitze. 1963 wurde die Eibseeseilbahn eröffnet, die 2017 durch die neue Seilbahn Zugspitze ersetzt wurde. Heute ist der Tourismus eine Haupterwerbsquelle für den Ort. Obergrainau oder Hammersbach sind Ausgangspunkte einer Wanderung durch die Höllentalklamm und das sich anschließende Höllental.
Als sportliches Ereignis hat sich der Zugspitz Ultratrail, ein Ultramarathon zur Umrundung der Zugspitze, etabliert. Bei dem jährlich stattfindenden Trailrun befindet sich das Ziel für die fünf Distanzen in Grainau.
In Grainau befinden sich vier Viersternehotels (Alpenhof Grainau, Eibseehotel, Ferienhotel Haus Hammersbach, Waxenstein) und zahlreiche weitere Hotels, Ferienwohnungen und Gästezimmer. Insgesamt werden rund 3500 Gästebetten im Ort angeboten. Des Weiteren gibt es zwei Campingplätze mit 330 Stellplätzen. Im Jahr 2018 gab es 549.886 Gästeübernachtungen.

### Verkehr
Mit der Bayerischen Zugspitzbahn erreicht man die Gemeindeteile Hammersbach, Obergrainau und Eibsee. Im Bahnhof Grainau endet die Talstrecke von Garmisch-Partenkirchen und beginnt die Bergstrecke zur Zugspitze als Zahnradbahn. Zusätzlich besteht der Bedarfshalt Untergrainau der Deutschen Bahn AG an der Bahnstrecke Garmisch-Partenkirchen–Reutte (Tirol)–Kempten–Pfronten (Außerfernbahn), der etwas abgelegen im Ortsteil Untergrainau liegt. Auf der Außerfernbahn besteht ein Stundentakt mit einzelnen Direktzügen von und nach München Hauptbahnhof. Beide Bahnstrecken bieten im Bahnhof Garmisch-Partenkirchen Anschluss zur Bahnstrecke München–Garmisch-Partenkirchen und zur Bahnstrecke Garmisch-Partenkirchen–Innsbruck. Es besteht eine Ortsbusverbindung im Stundentakt der Eibsee-Verkehrsgesellschaft (EVG) von Garmisch-Partenkirchen über den Ortskern zum Eibsee. Der Bus fährt dabei auch die Bahnhöfe der Bayerischen Zugspitzbahn und der Deutschen Bahn an.
Mit dem Auto erreicht man Grainau über die Bundesstraße 23, die Anschluss an die Bundesautobahn 95 (München–Garmisch-Partenkirchen), an die Bundesstraße 2 (Abschnitt Starnberg-Mittenwald) und die österreichische Landesstraße B 187 bietet. Über letztere besteht weiter Anschluss an die B 179, die über den Fernpass zum Grenztunnel Füssen und zur Bundesautobahn 7 führt. Des Weiteren verbindet die Staatsstraße 2061 die Bundesstraße 23 mit dem Eibsee. In Grainau befindet sich zukünftig auch der Beginn der Ortsumfahrung Garmisch.

### Bildung
Im Jahr 2018/19 gab es folgende Einrichtungen:
- Kindergarten: 75 Kindergartenplätze mit 75 Kindern
- Grundschule: eine mit neun Lehrern und 94 Schülern

## Sport
Der SC Eibsee-Grainau/Eishockey nahm von 1953 bis 1994 am Spielbetrieb des Bayerischen Eissport-Verbandes (BEV) teil. Mit dem Gewinn der Bayerischen Kreismeisterschaft 1968 gelang dem SCE der Aufstieg in die viertklassige BLL, in der sich das Team bis 1971 halten konnte. Weitere Erfolge des SC waren in der Zeit der Aufstieg in die Natureis-Bayernliga, die zweifache Bayerische Bezirksliga-Meisterschaft und die dreifache Bezirksliga-Meisterschaft Gruppe Süd.

## Persönlichkeiten
Folgende Persönlichkeiten sind in Grainau geboren oder sind bzw. waren mit Grainau verbunden (die Auflistung erfolgt nach Geburtsjahr):
- Max Hofmeier (1854–1927), Gynäkologe
- Paul von Gans (1866–1915), Automobil- und Luftfahrtpionier
- Heinrich Triepel (1868–1946), Rechtswissenschaftler
- Hans Wissel (1897–1948), Bildhauer
- Hans Stuck (1900–1978), Automobilrennfahrer
- Paul Nerreter (1905–1981), Jurist und Politiker
- Birgitta Wolf (1913–2009), Publizistin
- Andreas Ostler (1921–1988), Bobfahrer
- Peter Schneider (* 1940), Schriftsteller
- Pepi Bader (1941–2021), Bobfahrer und Olympiateilnehmer
- Michael Schneider (* 1943), Schriftsteller
- Monica von Rosen Nestler (* 1943), Künstlerin
- Hans-Joachim Stuck (* 1951), Automobilrennfahrer
- Katharina Echter (* 1982), Biathletin
- Anna Hartelt (* 1988), Curlerin
- Hanna Kebinger (* 1997), Biathletin